# Stefanos Kasselakīs
Stefanos Kasselakīs (in greco: Στέφανος Κασσελάκης; Amarousio, 29 marzo 1988) è un politico greco, presidente di SYRIZA dal 2023 al 2024.

## Biografia
Kasselakis è nato ad Amarousio nel 1988, da famiglia è originaria di Chania. È cresciuto a Ekali e ha frequentato l'Athens College. All'età di 14 anni vinse la medaglia d'argento al concorso di matematica Archimede dell'Associazione Matematica Greca. Si è laureato in Economia presso l'Università della Pennsylvania. Mentre era studente ha lavorato come volontario per la campagna elettorale di Joe Biden durante le primarie presidenziali del Partito Democratico del 2008. È stato iscritto nelle liste elettorali di New York come repubblicano dal 2013 al 2019.
Nel 2009 ha lavorato presso il "dipartimento di gestione del rischio" di Goldman Sachs. Ha lavorato anche presso il think tank del Center for Strategic and International Studies di Washington e in seguito ha fondato la compagnia di spedizioni Swift Bulk.

## Carriera politica
Il 29 agosto 2023 si candida alla presidenza di SYRIZA. Pur non avendo mai fatto politica attiva, al primo turno delle elezioni interne, il 17 settembre, è stato il più votato tra i cinque candidati, con un risultato del 45%.
Il 24 settembre 2023 è stato eletto presidente di Syriza, vincendo al secondo turno con il 57% dei voti contro la sua avversaria Effie Achtsioglou che ha ottenuto il 43%.
Nel settembre 2024, a seguito di un malcontento generale tra i dirigenti interni al partito, 87 membri hanno votato a favore di una mozione di sfiducia a carico di Kasselakīs, che, preso atto dell'esito della mozione, ha rassegnato le dimissioni da presidente di Syriza.